# Груђондз
Груђондз (пољ. Grudziądz) град је у северној Пољској на реци Висла. Административно припада Кујавско-поморском војводству. Године 2008. имао је 99.050 становника.
Градска права је добио 1291. од витезова Тевтонског реда. Од 1466. до 1772. град је припадао Краљевској Пруској. У Другој деоби Пољске приграбила га је Краљевина Пруска. Крајем 19. века Груђондз је постао индустријски центар. Град је 1920. прикључен Пољској, иако су већину становништва чинили Немци. У тешким борбама 1945. уништено је 60% града.
.

## Демографија
| 1946.  | 1950.  | 1960.  | 1970.  | 2010.  | 2012.  |
| ------ | ------ | ------ | ------ | ------ | ------ |
| 36.805 | 45.327 | 64.965 | 75.668 | 98.869 | 97.971 |

## Партнерски градови
- Гитерслох
- Черњаховск